# Michel Vanduffel
Michel Vanduffel (Lindelhoeven, 25 september 1921 – Kongolo (Katanga), 1 januari 1962) was een Vlaamse, rooms-katholieke pater en missionaris in Belgisch-Congo.
Vanduffel, zoon van Jan en Marie Schildermans, stamde uit een familie met zeven kinderen uit de Kapelstraat in Lindelhoeven, een deelgemeente van Overpelt. Op 9 september 1945 werd hij in Leuven priester gewijd. Het jaar daarop trok hij in opdracht van de Congregatie van de Paters van de Heilige Geest naar Belgisch-Congo, naar de plaats Kongolo in de provincie Katanga. Hij was er van 1953 tot 1957 missiehoofd. Daarna kreeg hij de verantwoordelijkheid voor de nieuwe Sint-Jozefsparochie van Kangoy. Hij werd samen met twintig andere missionarissen op nieuwsjaarsdag 1962 in Kongolo vermoord door het Congolees nationaal leger. Zijn jongere dorpsgenoot Theo Schildermans was een van de andere slachtoffers.
Elk jaar is er in het Waalse Gentinnes een herdenkingsdag voor de slachtoffers van deze moordpartij aan de Chapelle-Mémorial Kongolo de Gentinnes. In het Congolese bisdom Kongolo is de bisschop in 2019 de procedure gestart om de twintig vermoorde missionarissen van Kongole zalig te verklaren, waaronder de drie paters uit Pelt: Theo Schildermans (28), Michel Vanduffel (40) uit Overpelt en Desiré Pellens (41) uit Neerpelt. De vermoorde paters hebben een gedenksteen in Pelt.